# Cañuelas (município)
Cañuelas (partido) é um partido (município) da província de Buenos Aires, na Argentina. Possuía, de acordo com estimativa de 2019, 61.903 habitantes.

## Localidades
- El Taladro
- Petion
- Cañuelas
- Gobernador Udaondo
- Santa Rosa
- Uribelarrea
- Vicente Casares
- La Noria
- Maximo Paz